# Oenanthe pileata

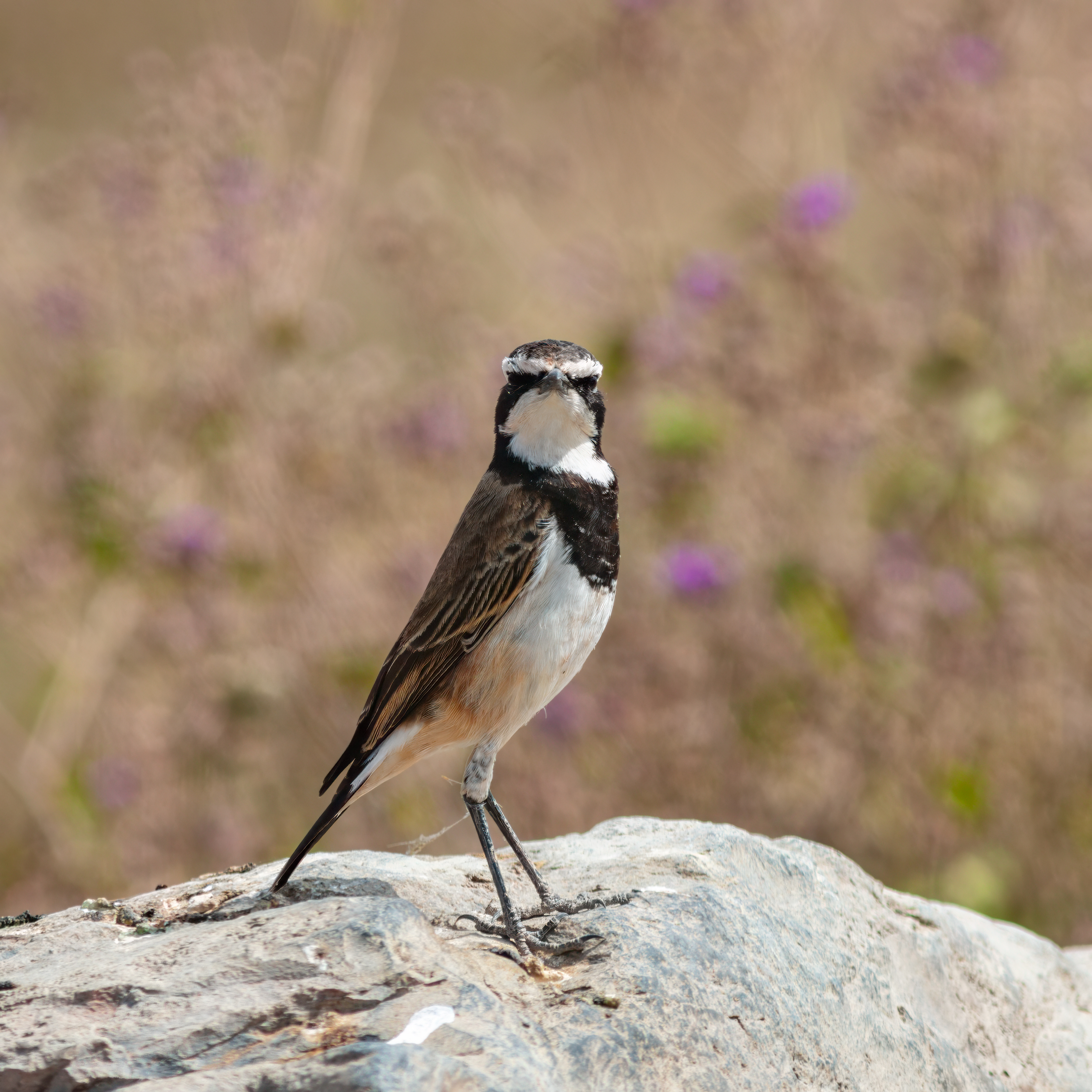
Ejemplar en Ngorongoro, Tanzania.

La collalba capirotada o collalba encapotada (Oenanthe pileata)
 es una especie de ave paseriforme en la familia Muscicapidae propia del África subsahariana.

## Distribución y hábitat
Vive en hábitats arenosos y pedregosos secos y pastizales con algunos arbustos y montículos de termitas en África, desde Kenia y Angola hasta El Cabo en el sur. Es en gran medida no migratorio, pero realiza movimientos estacionales.

## Descripción
Mide entre 17 a 18 cm de largo y pesa 32 g. Sus patas y pico son de color negro. Esta especie es llamativa e inconfundible en apariencia. Los adultos tienen una capucha, las mejillas y una banda en el pecho de color negro y una raya ocular y la garganta blancas. El resto de las partes inferiores son blancas con ante en los flancos y la parte inferior del vientre. Al igual que otras collalbas, tiene un patrón distintivo en la cola, con unas plumas negras en la base y el centro formando una T invertida y el obispillo blanco.
Se alimenta de insectos, especialmente hormigas.

## Subespecies
Se reconocen tres subespecies:
- O. p. livingstonii (Tristram, 1868)– este de Angola a Zaire, Kenia, Tanzania, Malaui y Mozambique.
- O. p. neseri Macdonald, 1952– del sur de Angola y norte de Namibia al oeste de Botsuana.
- O. p. pileata (Gmelin, 1789)– sur de Namibia y Sudáfrica.